# Дипломатически мисии в Мавритания
Това е списък на дипломатическите мисии в Мавритания. В столицата Нуакшот са разположени 23 посолства.

## Посолства в Нуакшот
| - Алжир - Китай - Египет - Франция - Гамбия - Германия - Израел - Кувейт - Либия - Мали - Мароко - Нигерия | - Палестинска автономия - Катар - Русия - Саудитска Арабия - Сенегал - Испания - Испания - Тунис - Обединени арабски емирства - САЩ - Йемен |

### Мисии
- ЕС (делегация) [6]

### Консулства
- Алжир (генерално консулство)
- Мароко (генерално консулство)